# Акцелератор
Акцелератор, убрзавач честица или сударач је машина посебно направљена за убрзавање јона и елементарних атомских и субатомских честица. Користе се за истраживања у нуклеарној физици, за терапије у медицини, и понекад за производњу радиоактивних изотопа. Убрзавање честица постиже се применом врло јаког електричног поља. Ако је разлика потенцијала почетне и крајње тачке пута честице једнака V, честица наелектрисања e добија на том путу кинетичку енергију e*V електронволти, крећући се брзинама од 10000 km/s до близу брзине свјетлости, зависно од акцелератора. Сви акцелератори раде с високим вакуумом да омогуће несметано кретање честице. Акцелератори се састоје од следећих делова: јонски или електронски извор, акцелерациони систем, извор енергије и вакуумски систем.
Први акцелератори били су они са сталним напоном између крајева вакуумске коморе. Они су стога линеарни, а честице се убрзавају једним пролазом кроз електрично поље. Према начину стварања високог напона на електродама, акцелератор честица тог типа јесте каскадни, Кокрофт-Волтонов (Џон Кокрофт и Ернест Волтон, 1932), i elektrostatički, Ван де Графов (Роберт Џ. Ван де Граф, 1931). Кокцрофт-Волтонов акцелератор честица прикладан је и као извор неутрона путем нуклеарних реакција деутерона с деутеријумом или трицијумом. Техничке границе у досезању високих напона ограничују и енергије честица убрзаних у првим акцелераторима. Решење је нађено у вишекратном убрзавању кроз поље нижег напона. То је 1932. први начинио Ернест Орландо Лоренс с циклотроном, а затим је то начело примењено у свим потоњим типовима акцелератора. Они се према кретању честица деле на линеарне резонантне и на кружне акцелераторе. У кружне се убрајају циклотрон, синхроциклотрон, бетатрон и синхротрон.
Будући да су мета снопа честица раних акцелератора обично били атоми комада материје, са циљем да се створе судари са њиховим језгрима како би се истражила нуклеарна структура, акцелератори су се у 20. веку обично називали разбијачима атома. Израз се наставља упркос чињеници да многи модерни акцелератори стварају сударе између две субатомске честице, а не честице и атомског језгра.

## Трансмутација
Код трансмутације (претворбе) хемијских елемената могу се збити различите промене. Тако на пример може из атомског језгра излетети један протон (редни број елемента се снижава за један) или алфа-честица (редни број елемента се снижава за два), или се неутрон претвори у протон, те излети електрон (редни број елемента се повишава за један). У неким случајевима погођено језгро избаци позитрон, те се редни број снижава за један. Проучавање промена које се збивају у атомском језгру задатак је нуклеарне физике или физике језгре. Као пројектил за бомбардовање атомских језгара приликом трансмутације елемената служе алфа-честице, неутрони, протони и деутеријум. Алфа-честице се добијају из једног радијумовог препарата, протони се добијају јонизацијом водоника, а деутеријуме јонизацијом тешког водоника. Неутрони настају приликом бомбардовања берилијума алфа-честицама. При том настаје угљеник, а откинута честица је неутрон с врло великом брзином. Та се трансмутација предочује овом нуклеарном једначином:
{\displaystyle \mathrm {_{4}^{9}N+_{2}^{4}He\rightarrow _{6}^{12}C+_{0}^{1}n} }
Пројектили којима се гађају атомска језгра морају имати велику кинетичку енергију, то јест велику брзину. Ако су пројектили позитивно електрични, као на пример протони, деутеријум и алфа-честице, они ће се одбијати од позитивно наелектрисаног атомског језгра. Око атомског језгра постоји наиме јако електрично поље које одбија и скреће у страну све позитивно наелектрисане пројектиле који му се приближе. Због тога протон, деутеријум и алфа-честица неће продрети у атомско језгро ако немају довољно велику брзину, већ ће скренути на страну и описати хиперболу. При томе неће ни само језгро остати на миру јер је одбијање узајамно. Догодиће се нека врста еластичног судара, па ће пројектил одлетети на једну, а језгро на другу страну. Зато честице којима желимо да продремо у атомско језгро морају да имају врло велику енергију која се добија помоћу високог електричног напона. За добивање тако великих енергија које служе код трансмутације елемената, односно истраживања атомских језгара, употребљавају се посебни уређаји за убрзавање честица који се зову акцелератори честица. Међу те акцелераторе спада и циклотрон.

## Линеарни резонантни акцелератор
Линеарни резонантни акцелератор убрзава честице наизменичним електричним пољима која делују између шупљих електрода поређаних у низу. Осцилирање напона усклађује се с пролазом честица између електрода, како би се постигло оперативно убрзавање (одатле назив резонантни акцелератор). Највећи резонантни линеарни акцелератор изграђен је у Станфорду, САД (енг. SLAC или Stanford Linear Accelerator). Дужина му је 3.2 километра, убрзава електроне или позитроне до енергије од 25 GeV, која је одређена дужином акцелератора.

## Циклотрон
Циклотрон (Ернест Лоренс, 1932) убрзава честице наизменичним електричним пољем између две електроде у облику слова Д, смештених у вакуумској комори између полова великога и снажнога магнета. Честице се у константном магнетском пољу, брзином малом према брзини светлости, крећу кружном фреквенцијом која је одређена индукцијом магнетскога поља али независна од своје енергије. Када се на електроде доведе електрични напон исте фреквенције, честице почну синхроно да улазе у простор између електрода, тако да се при сваком пролазу убрзају. Како расту брзина и енергија честица, полупречник се њихове стазе повећава и она је спирална. Када сноп честица досегне руб коморе, стаза јој се с помоћу сталног електричног поља заокрене тако да честице излазе из акцелератора, те се добија спољни циклотронски сноп. Највећа енергија деутерона убрзаних у класичном циклотрону износи око 25 MeV.

## Синхроциклотрон
Синхроциклотрон (фазотрон, циклотрон с модулисаном фреквенцијом; Владимир Векслер и, независно Едвин Матисон Макмилан, 1945) у току убрзавања групе јона смањује се фреквенција наизменичног електричног поља на електродама за убрзавање како би компензовало смањење фреквенције кружнога кретања честица. То смањење настаје код већих енергија због релативистичког пораста масе честица и слабљења магнетскога поља на већим размерама. У синхроциклотрону постижу се енергије до приближно 700 MeV.

## Бетатрон
Бетатрон (Џозеф Слепијан, 1922. и Ролф Видерое, 1928) тип је акцелератора у којем се индукованим електричним пољем убрзавају електрони. Индуковано електрично поље ствара се променама магнетнога тока у средишњем делу бетатрона, а магнетско поље присиљава електроне на кретање по кружним стазама унутар торусне вакуумске коморе. Повећавањем магнетскога поља повећава се и енергија електрона, а полупречник електронске стазе остаје приближно сталан.

## Синхротрон
Синхротрон (Владимир Векслер и, независно Едвин Макмилан 1945. године) убрзава електроне и протоне. У њему се магнетско поље повећава током убрзања једне групе честица, тако да је полупречник закривљености њихових стаза сталан, те се оне крећу по истој кружној путањи унутар торусне коморе. Први велики синхротрони били су Космотрон у Брукхејвенској националној лабораторији (BNL), Аптон, Њујорк, САД (1952, енергија протона 3 GeV); Беватрон у Ловренс Беркели националној лабораторији, Беркли, Калифорнија, САД (1954, 6 GeV) и синхротрон (Синхрофазотрон) у Дубни, бивши Совјетски Савез (1957, 10 GeV). Премда су магнети били торусни, промери стаза и торуса од стотинак и више метара захтевали су врло велике магнете, те је то ограничавало досезање битно виших енергија. Почетком 1950-тих решење је нађено у начелу јаког фокусирања снопа набијених честица, што се постиже заменом масивнога магнетских торуса низом магнета у којима се јачина магнетског поља наизменично радијално повећава или смањује. То је начело омогућило много прецизније вођење снопа убрзаних честица и тиме смањење пресека и укупне масе магнета и тако отворило могућност према вишим енергијама акцелератора.
Највећи синхротрон с јаким фокусирањем јесте LEP (енгл. Large Electron–Positron Collider), саграђен 1989. у истраживачком центру ЦЕРН. Смештен је у кружном тунелу опсега 27 километара, убрзавао је електроне и позитроне великих енергија. Велики протонски синхротрони с јаким фокусирањем снопа помакнули су енергетске границе, посебно након повећања магнетске индукције суперпроводничким магнетима. Тако је у Фермилабу у Батавији, САД, у тунелу синхротрона пречника 2 km изграђен додатни прстен са суперпроводничким магнетима. У том прстену, који чини убрзивач Теватрон, протони се убрзавају до енергије од 1 TeV (1012 eV), односно до милион пута веће енергије од првих убрзивача с почетком 1930-их. Велико повећање енергије расположиве за проучавање међуделовања честица постигнуто је развојем и изградњом спремника честица, односно спремничких прстенова.

### Спремници честица
Напредак вакуумске технологије омогућио је одржавање врло великог вакуума и створена је могућност да се стабилне честице, као и њихове античестице, задрже („ускладиште”) у прстенастој комори спремника честица, који није акцелератор, али је незаобилазан део акцелерацијских система. Честице и античестице могу у комори врло дуго кружити под деловањем магнетских поља. Тако је омогућено њихово накупљање, те сударање супротно кружећих снопова честица, односно античестица. У судару честица енергија која је расположива за истраживање елементарних процеса, тј. енергија у координатном систему тежишта, знатно је већа него при бомбардовању непокретних мета.

## Сударивач
Акцелератор у којем се успостављају супротно кружећи снопови или пулсеви елементарних честица, односно античестица, последњи је корак према још вишим енергијама за истраживање елементарних међуделовања. Будући да се повећање ефективне енергије постиже сударањем снопова честица, такав се уређај назива сударивач. Како би се остварила довољна учесталост судара, кружећи снопови требају да садрже што више честица. Зато сударивач обедињује функције убрзавања и складиштења честица.

### Суперсударивач
Пројекти највећих сударивача надмашују научне, технолошке и привредне могућности појединих земаља и постају глобални подухвати. Највећи пројект на крају 20 века, у оквиру ЦЕРН-а, као широк међународни потхват учествовањем двадесетак земаља, јесте изградња суперсударивача Велики хадронски сударивач (енгл. Large Hadron Collider, LHC). Суправодички магнети који савијају путање честица смештени су у тунелу дивовског електронско-позитронског синхротрона LEP-а.